# Józef Juszczyk
Józef Juszczyk (ur. 22 grudnia 1836 w Kielcach, zm. 8 lutego 1919 w Warszawie) - krawiec warszawski, publicysta, działacz społeczny i filantrop. Kawaler Rycerskiego Orderu Świętego Grzegorza Wielkiego. Nazwany „ojcem sierot Warszawy”.

## Życiorys
Był synem kieleckiego lokaja Wawrzyńca i jego żony Marianny z Pawlińskich. Przez kilka lat uczęszczał do Szkoły Wyższej Realnej w Kielcach|. Nie ukończył jej i przez dwa lata pracował w kieleckim sądownictwie. Później przeniósł się do Krakowa, gdzie rozpoczął naukę rzemiosła krawieckiego. Z tytułem podmajstra w 1858 roku osiadł w Warszawie. Tam podjął pracę w jednym z najlepszych wówczas zakładów krawieckich A. Winnickiego przy ul. Długiej. Początkowo na stanowisku rachmistrza, a później zarządzającego. W 1863 roku otworzył własny zakład kroju i szycia przy ul. Miodowej 17. Już siedem lat później zatrudniał 70 pracowników. Wystawiał swoje stroje na wszechświatowej wystawie paryskiej w 1867 roku, gdzie przyznano mu złoty medal. Wystawiał także w Wiedniu w 1873 roku. Trzy lata później został wybrany starszym (cechmistrzem) warszawskiego cechu krawieckie-go. Obowiązki te pełnił nieprzerwanie przez 26 lat. W czasie swojej kadencji uporządkował zaniedbane wcześniej finanse cechu, zajmował się sprawami kształcenia uczniów oraz wsparciem emerytalnym dla krawców. Współzakładał Spółkę Zjednoczonych Krawców, a przy niej sklep i szkołę krawiecką. Był jednym z założycieli Kasy Przemysłowców Warszawskich i późniejszym, wieloletnim członkiem jej zarządu. W latach osiemdziesiątych współtworzył Kasę Pomocy dla Osób Pracujących Naukowo. Był także jednym z inicjatorów i twórców Bazaru Rzemieślniczego, powstałego w 1893 roku. W 1896 roku Józef Juszczyk sprzedał zakład krawiecki i w ciągu następnych kilku lat wycofał się z życia zawodowego. Nadal udzielał się w działalności organizacji społecznych.
Wiedzę wyniesioną ze szkoły średniej i doświadczenie nabyte przy pracy w sądownictwie, ugruntował spotkaniami z prof. Michałem Gliszczyńskim. W 1861 roku rozpoczął publikację artyku-łów na temat stanu i przyszłości rzemiosła, w szczególności warszawskiego. Pisał początkowo do „Czytelni niedzielnej, „Tygodnika mód”. Następnie publikował w „Gazecie Codziennej”, „Pszczole”, „Przeglądzie Tygodniowym”, „Opiekunie domowym”, „Kuryerze Warszawskim”, „Codziennym” i „Porannym”, „Gazecie Warszawskiej”, „Niwie”, a przede wszystkim w „Gazecie Rzemieślniczej”. Opublikował broszurę „Jakby zapobiec ciągle wzrastającej nędzy i płynącemu z niej żebractwu wszel-kiego rodzaju” (Warszawa, 1872).
Powszechnie znana była jego działalność filantropijna. Rozpoczął ją kilka lat po przyjeździe do Warszawy. Już w 1861 roku, Współpracując z ks. Lubomirskim, powołał do życia sieć bezpłatnych czytelni i bibliotek. W 1867 roku założył jedną z pierwszych tanich kuchni w Warszawie. Współpracował z Warszawskim Towarzystwem Dobroczynności, którego był członkiem od 1872 roku. Został mianowany opiekunem ubogich Cyrkułu II. Następnie został głównym opiekunem Zakładu Sierot im. Jachowicza. Był także opiekunem szwalni przy ul. Starej, w której nauczano zawodu 160 dziewcząt. Przez 27 lat kierował domem pracy dla małoletnich chłopców im. Mańkowskich przy ul. Szwedzkiej na Pradze. Chłopcy otrzymywali darmową naukę elementarną, posiłek i przysposobienie do rzemiosła. Opiekowano się grupą ponad 200 chłopców. Czynnie działał w Towarzystwie Domów Zarobkowych i Przytułków Noclegowych w Warszawie. Towarzystwo dawało stały zarobek ludziom niezdolnym do intensywnej pracy lub jej pozbawionych z rozmaitych powodów. W miesiącach zimowych liczba pracujących w jego instytucjach dochodziła do 250. Trudno jest wręcz wymienić organizacje, w których Józef Juszczyk nie brałby udziału. Po dwudziestu latach pracy w Towarzystwie Dobroczynności otrzymał tytuł „Opiekuna sierot”.
	Był członkiem wielu komisji społecznych działających przy Magistracie m. Warszawy. Przygotował projekt reformy nauczania rzemieślników, na który później wielokrotnie powoływał się Prus w felietonach dotyczących rzemiosła. Był radcą przy Wydziale Ubezpieczeń Rządowych magistratu i członkiem dozorów kościelnych. Jednym z wielu osiągnięć Juszczyka jest otwarcie cechu krawców warszawskich na przyjmowanie do swojego grona kobiet i nadawanie im tytułów majstrów (mistrzyń) w zawodzie.

## Odznaczenie
Papież Leon XIII przyznał Józefowi Juszczykowi zaszczytny Krzyż Komandorski Rycerskiego Orderu Świętego Grzegorza Wielkiego (łac: Ordo Equestris Sancti Gregorii Magni) – jeden z pięciu szlacheckich orderów papieskich, przyznawany za szczególne zasługi dla Kościoła. Nazwa orderu związana jest z postacią papieża św. Grzegorza I (590-604), jednego z doktorów Kościoła. Car Aleksander III, decyzją z dn. 6 (18) października 1881 roku, zezwolił Juszczykowi na przyjęcie odznaczenia. Kawalerom orderu przysługiwało prawo noszenia specjalnego stroju, wstęgi, kapelusza i szpady.

## Rodzina
Józef Juszczyk ożenił się z Emilią Cecylią, córką Hipolita Różeckiego i  Antoniny z Malinowskich. Ślubowali 7 maja 1863 roku w warszawskiej parafii św. Aleksandra. Emilia urodziła Józefowi czworo dzieci: Jana (1864), Filipa Józefa (1869), Bonifacego Sławomira (1871-1879) i Marię Antoninę (1873-1894). Emilia z Różeckich zmarła 8 grudnia 1879 roku. Kolejną żoną Juszczyka została Stanisława z Szymańskich pochodząca z Szamotuł. Ta zmarła 25 września (7 października) 1895 roku. Miała 42 lata. Cztery miesiące po jej śmierci Juszczyk ożenił się z panną Franciszką Antoniną, córką ziemianina z Bojarowa Leopolda Drzewieckiego i jego żony Józefy ze Stojanowskich. Pobrali się 24 stycznia (5 lutego) 1896 roku w Karczewie koło Otwocka.

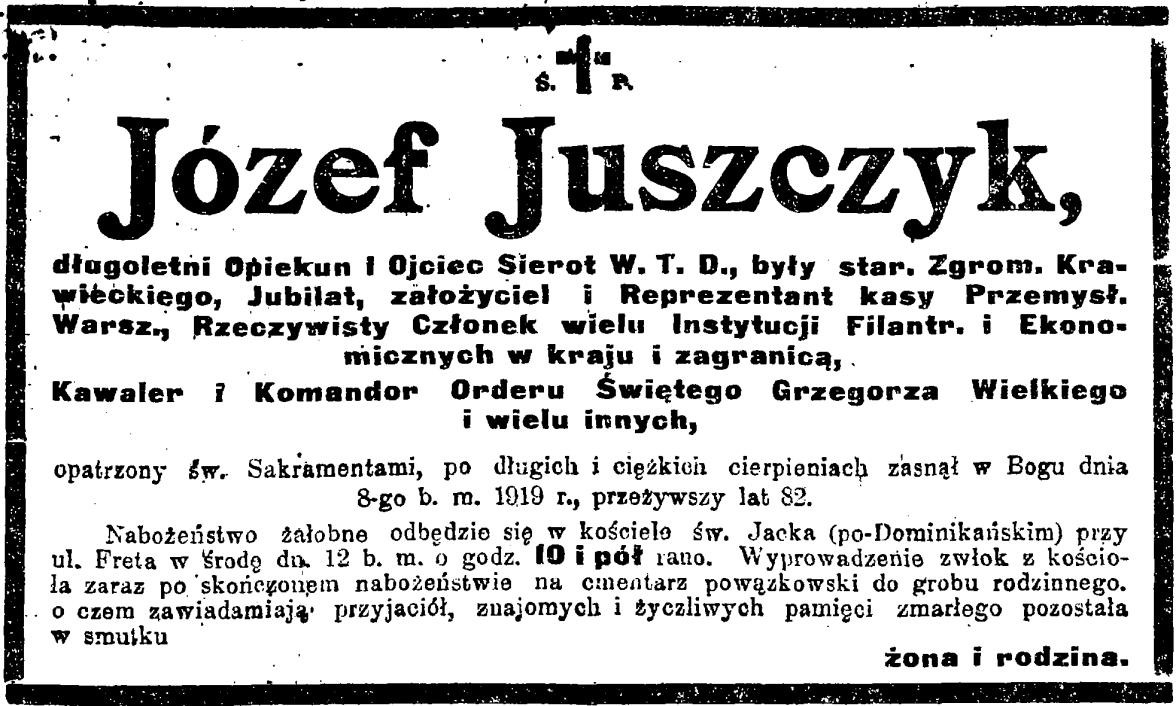
Kurjer Warszawski. R.99, nr 41 (10 lutego 1919)

Józef Juszczyk zmarł 8 lutego 1919 roku w Warszawie. Został pochowany na Starych Powązkach w grobie, w którym wcześniej spoczęła jego pierwsza małżonka, ich córka Maria Antonina, a w 1931 roku Franciszka z Drzewieckich Juszczykowa.